# Castell de Carrouges

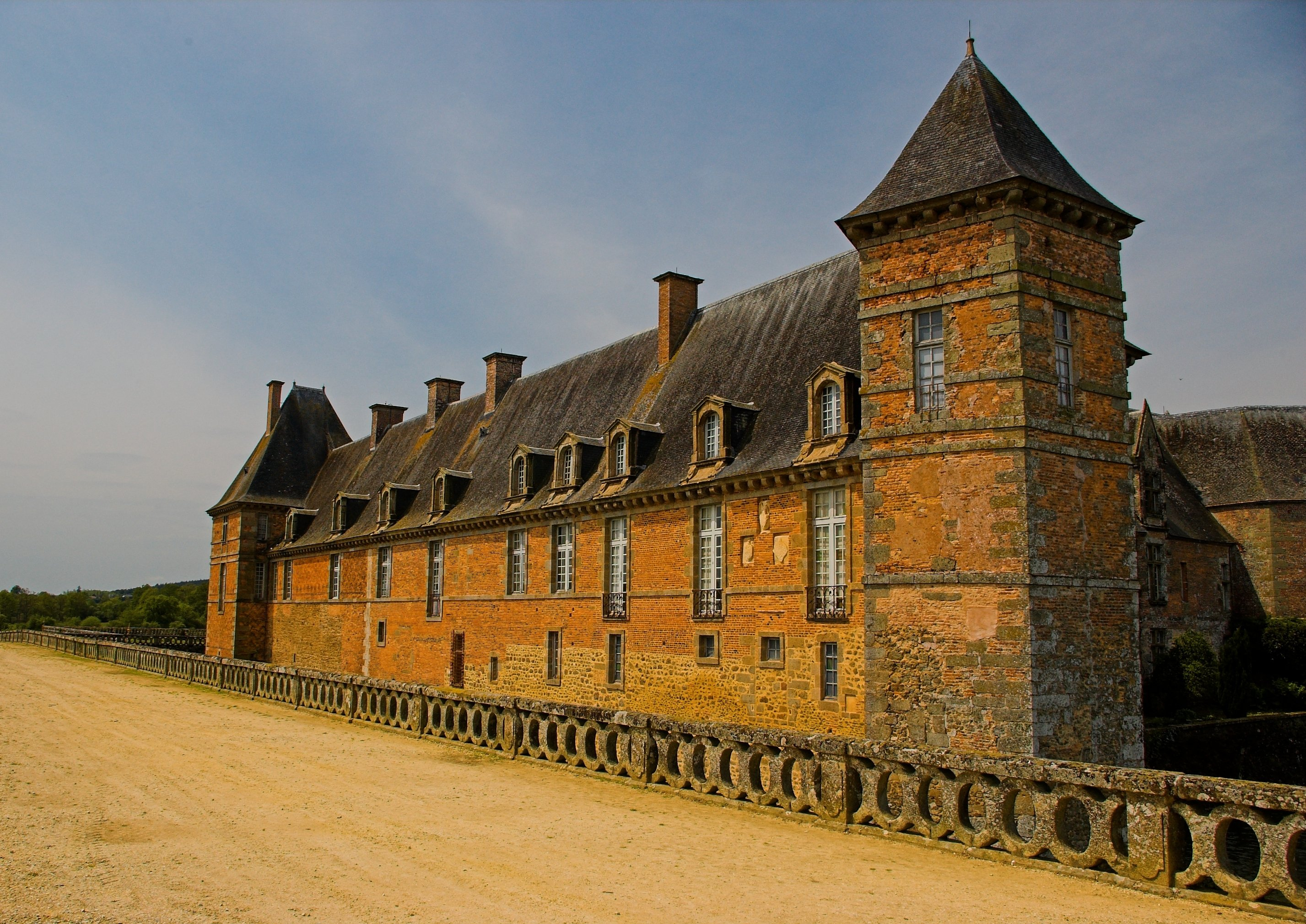
Exteriors del Castell de Carrouges

El castell de Carrouges és un castell medieval del segle xiv a la Normandia (França), administrat pel centre de monuments nacionals francesos.
Destruït durant la Guerra dels Cent Anys, i reconstruït el 1473, fou un oppidum defensiu del ducat normand de Guillem el Conqueridor. Lluís XI hi dormia i esdevingué una residència sumptuosa durant els segles de la Il·lustració.
Ha estat classificat com a monument històric des de 1927.